# Bayside (Île-du-Prince-Édouard)
Pour les articles homonymes, voir Bayside.
Bayside est une communauté de l'ouest du Canada située dans le comté de Prince, sur l'Île-du-Prince-Édouard. Elle se trouve au sud-est d'Arlington.